# Адамович, Михаил Михайлович (художник)
Михаил Михайлович Адамо́вич (6 [18] июля 1884, Москва — 16 ноября 1947, Москва) — российский и советский живописец, график, художник декоративно-прикладного искусства, монументалист; один из создателей агитационного фарфора.
Член и экспонент объединений «Московский салон», художественного кружка «Среда», «Мира искусства», Общины художников, АХРР. Член русского художественно-промышленного общества.

## Биография
Родился 6 (18) июля 1884 года в Москве.
В 1894—1907 годах обучался в Строгановском училище, которое окончил с золотой медалью и был направлен на стажировку в Италию на два года.
С 1908 по 1913 годы трудился в Москве (дом Скакового общества, частный дом Руперта) и Санкт-Петербурге (в 1910—1911 годах выполнил росписи с изображением сцен Евангелия и жития Св. Николая в нижней церкви петербургского храма Христа Спасителя, построенного в память моряков, погибших в войне с Японией). В 1914 году выполнил проект мозаики для усыпальницы короля Георга I (Греция).

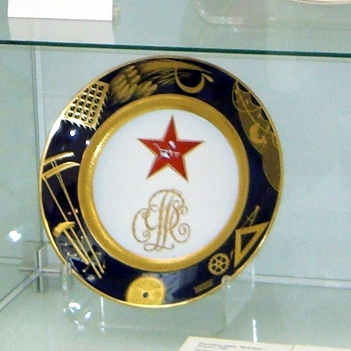
Тарелка на революционную тематику (Британский музей)

С 1914 по 1917 годы находился на военной службе. В 1918 году участвовал в оформлении Покровской площади в Петрограде к первой годовщине Октябрьской революции. С 1919 по 1921 годы служил в Красной Армии.
В 1918—1919 и 1921—1924 годах работал художником на Государственном фарфоровом заводе в Петрограде (Ленинграде); был автором серии тарелок «Виды старого Петербурга» («Мотив Адмиралтейства», «Сфинкс», 1919), сервиза «Цветы» (1922), агитационных тарелок «Красная звезда», «Красный человек», «Вся власть Советам» (1921), «Кто не работает — тот не ест» (1921), «РСФСР» (1922), «Пролетарии всех стран, соединяйтесь!» (1923) и других. В 1925 году за роспись по фарфору был удостоен золотой медали на Международной выставке художественно-декоративных искусств в Париже.
В 1926 году по рисункам Адамовича на Ленинградском фарфоровом заводе им. М. В. Ломоносова был выполнен столовый сервиз «Индустриализация». В 1924—1927 годах работал художником на Волховской фарфорово-фаянсовой фабрике, а с 1927 по 1934 годы — на Дулёвском фарфоровом заводе.
В 1930—1940-х годах выполнил ряд монументальных росписей в Москве — интерьер в здании гостиницы «Москва» и в магазине на улице Горького. Также он иллюстрировал книги.
Произведения Адамовича находятся в крупнейших музейных собраниях, в том числе в Государственном Эрмитаже (Музее фарфора), Государственной Третьяковской галерее, Всероссийском музее декоративно-прикладного и народного искусства, Государственном музее керамики и усадьбе «Кусково» XVIII века и других.
Умер 16 ноября 1947 года. Похоронен на Введенском кладбище в Москве (уч. 12).